# Nightcore
Nightcore — норвезька група, що складається із Томаса Нільсена і Стефена Содерхольма. Змішуючи техно і танцювальну музику, вони створили більш швидку і веселу мелодію. Їх назва Nightcore, і це означає, що вони з'являються вночі і змушують цілу ніч танцювати.
Назва походить від норвезького музичного дуету «Nightcore», який випустив зміщені за висотою тону версії пісень у стилі транс і євроданс. Nightcore також часто асоціюється і супроводжується аніме та культурою отаку, оскільки на YouTube є багато мініатюр реміксів на nightcore, що містять аніме-персонажів та анімацію.
На початку 2020-х років nightcore, під назвою «sped-up», набув значної популярності завдяки TikTok, де багато прискорених версій старих пісень переглянули мільйони разів. У свою чергу, великі звукозаписні лейбли побачили у пришвидшених версіях популярних пісень відносно дешеву можливість популяризувати старі пісні. Вони або почали випускати три версії (звичайну, прискорену та сповільнену) треку одночасно (наприклад, «Bad Habit» Стіва Лейсі), або почали курувати популярні плейлисти Spotify для прискорених версій хітів, випущених саме на їхньому лейблі (як, наприклад, Warner Music Group).

## Біографія
Томас і Стефен народилися в 1986 році. Музична кар'єра розпочалася зі шкільного фестивалю в 2002 році. Шляхом змішування музики за допомогою Dance eJay, був створений альбом «Energized». Це сподобалося авторам і вони почали змішувати сумні любовні пісні в більш веселі. Декілька компакт дисків вони роздали друзям для задоволення.
Потім хтось (до цього часу так і невідомо) завантажив декілька треків в інтернет, зокрема, YouTube. Після цього виходять і інші їхні альбоми «Summer Edition 2002», «L'Hiver» (2003), «Caliente» и «Sensación» (2003).
Після десяти років мовчання виходять два їхні трека «Astral Plane» (2011) і різдвяна пісня «All I Want For Christmas Is You» (2011).

## Дискографія
- Energized
- Summer Edition 2002
- L'hiver
- Caliente
- Sensaciòn